# Pareado
Distih ili pareado je najjednostavnija vrsta strofe. Sastoji se od dva stiha koji se rimuju među sobom. To je narodna tvorevina, uglavnom su to poslovice ili filozofski izrazi. Oba stiha pareada mogu biti isti (jedna rima) ili mogu da se sjedine (dva distiha).

## Distih u španskoj poeziji
Distih se u španskoj književnosti naziva pareado (šp. pareado). Potiče iz francuske poezije. U  veku su pokušali da ga prenesu iz francuske u špansku poeziju, ali nije imao odjeka. Međutim, u  veku ga ponovo uvodi u špansku književnost Federiko Balart: 
{{citat|
-{Ya lo ves las canciones que te consagro,
en mi pecho han nacido por un milagro.
Nada de ellas es mío, todo es don tuyo,
Por eso a ti de hinojas las restituyo}-.}}
Pareado je prisutan u svim epohama španske književnosti, negde više, a negde manje.
{{citat|
-{Tan alegre el marinero.
Tan triste, amante, el minero.
Tan azul el marinero.
Tan negro, amante, el minero}-.|Rafael Alberti}}